# Jim Ross
James William Ross (* 3. ledna 1952) je americký komentátor, sportovní hlasatel, podcaster a příležitostný profesionální wrestler, známý jako Jim Ross (často zkracovaným na JR). Pracuje ve společnosti All Elite Wrestling (AEW), kde působí jako komentátor, analytik a poradce. Proslavil se především díky dlouhé a význačné kariéře komentátora pro WWE. Mnohdy je označován jako nejlepší wrestlingový komentátor všech dob.

## Kariéra
Po letech práce v různých zaměstnáních v profesionálním wrestlingu se na začátku 80. let stal hlavním hlasatelem pro Mid-South Wrestling. Poté začal komentovat ve společnosti World Championship Wrestling. Později přešel do World Wrestling Federation (nyní WWE), kde poprvé vystoupil na WrestleManii IX v roce 1993. Během svého působení byl všeobecně považován za hlas společnosti[ujasnit], zejména na konci 90. let a na začátku roku 2000. V letech 2015 až 2018 byl také hlavním hlasatelem společnosti New Japan Pro-Wrestling. Příležitostně se věnoval komentování boxu a mma.
Byl uveden do síní slávy WWE, NWA a Wrestling Observer Newsletter a dvakrát byl oceněn Síní slávy profesionálního wrestlingu George Tragos/Lou Thesz.
V roce 2019 začal pracovat ve společnosti All Elite Wrestling (AEW), kde působí jako komentátor, analytik a poradce.
Kromě wrestlingu má vlastní firmu J.R.'s Family BBQ, která se zaměřuje na barbecue omáčky a sušené maso.

## Mládí
Narodil se 3. ledna 1952 ve Fort Braggu v Kalifornii. V roce 2022 prodal původní pozemek svého prapradědečka, který mu přidělil Úřad pro indiánské záležitosti.
Během svých studií měl dobré známky a získával individuální ocenění. Později vystudoval Northeastern State University.

## Osobní život
Se svoji manželkou, která se jmenuje Jan, se poprvé setkal v letadle, kde pracovala jako letuška. Má dvě dcery ze dvou předchozích manželství a dvě vnučky.
Od roku 1994 trpí periferní obrnou lícního nervu.
Dne 21. března 2017 se jeho manželka Jan stala účastnicí dopravní nehody, při níž utrpěla vážná zranění hlavy. Byla připojena na přístroje a o dva dny později zemřela.
V roce 2018 podstoupil operaci očí, která výrazně ovlivnila jeho zrak na jednom oku.
V říjnu 2021 prohlásil, že má rakovinu kůže. Tu porazil téhož roku v prosinci. Další operace kvůli nemoci podstoupil v únoru 2024. Dne 15. května 2025 oznámil, že mu byla diagnostikována rakovina tlustého střeva a že ho čeká operace.

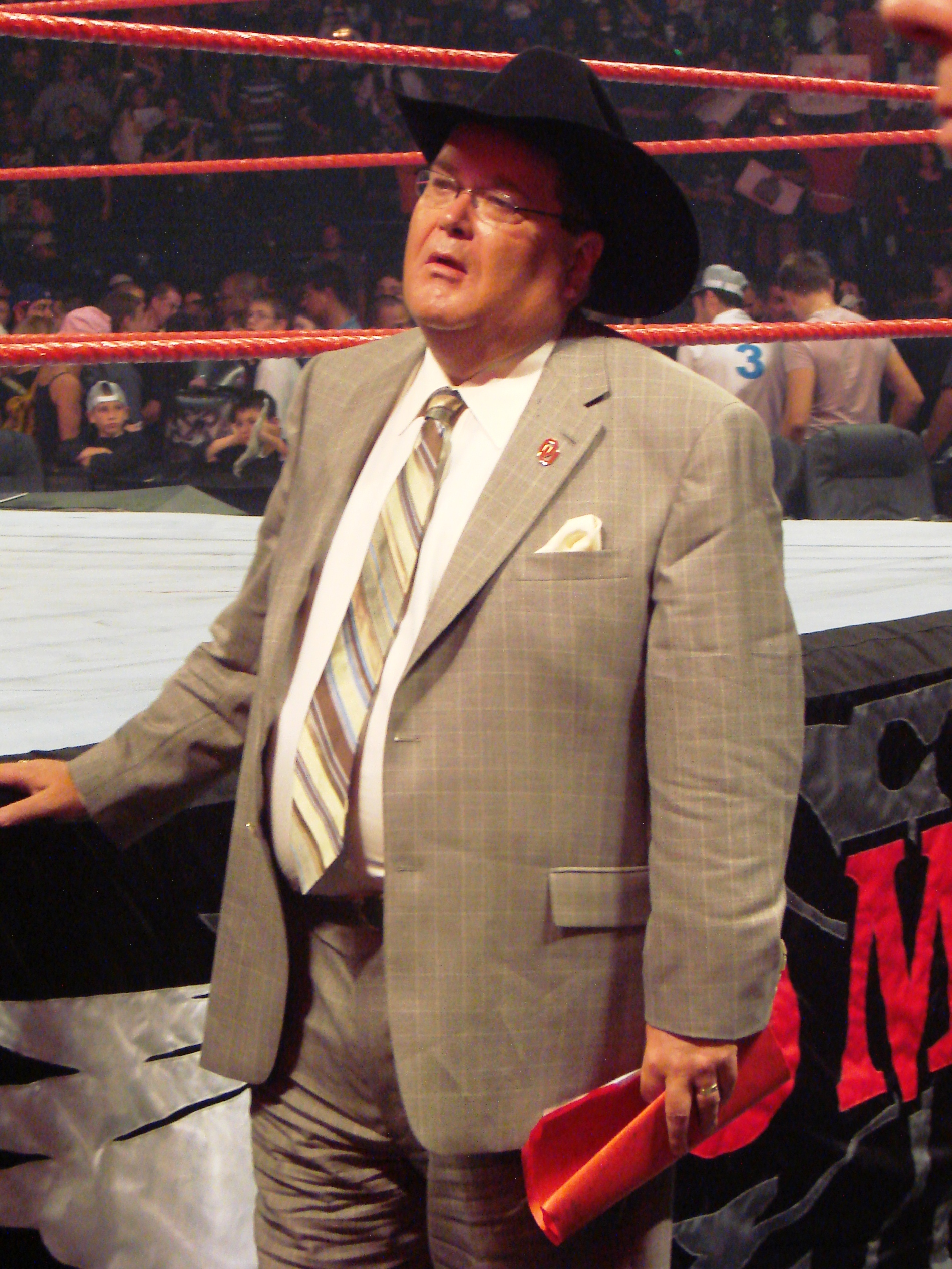
Jim Ross v roce 2007

## Ocenění a úspěchy
- Cauliflower Alley Club
  - Art Abrams Lifetime Achievement Award (2010)
  - Jim Ross Announcer Award (2024)
- George Tragos/Lou Thesz Professional Wrestling Hall of Fame
  - Lou Thesz Award (2011)
  - Gordon Solie Award (2022)
- National Wrestling Alliance
  - NWA Hall of Fame (2016)
- Pro Wrestling Illustrated
  - Stanley Weston Award (2002)
- World Wrestling Entertainment/WWE
  - WWE Hall of Fame (2007)
  - Slammy Award for "Tell Me I Did Not Just See That" Moment of the Year (2011)
- Wrestling Observer Newsletter
  - Best Television Announcer (1988–1993, 1998–2001, 2006–2007, 2009, 2012)
  - Worst Feud of the Year (2005) vs. McMahon family
  - Wrestling Observer Newsletter Hall of Fame (1999)